# Alexandra Riley (Tennisspielerin)
Alexandra Riley (* 13. April 1991 in Philadelphia) ist eine ehemalige US-amerikanische Tennisspielerin.

## Karriere
Riley spielte hauptsächlich auf dem ITF Women’s Circuit, wo sie ein Turnier im Doppel gewinnen konnte.
Ihr erstes Profiturnier spielte Riley im Mai 2007 im mexikanischen Los Mochis, im Juni 2008 erreichte sie das Achtelfinale beim mit 25.000 US-Dollar dotierten Turnier im kanadischen Waterloo. Ab Juli 2008 wurde sie unter den Top-1000 der Einzelweltrangliste geführt. Von 2009 bis September 2013 kam sie nie über die erste oder zweite Runde eines Turniers hinaus, ehe sie im algerischen Tlemcen das Viertelfinale erreichte. Bis Februar 2015 kam sie wieder nicht über maximal die zweite Runde hinaus, ehe sie im mexikanischen Cuernavaca abermals ein Achtelfinale bei einem 25000-$-Turnier erreichen konnte. Danach erreichte sie mit Platz 691 ihre bislang höchste Position in der Einzelweltrangliste. Im Doppel stand Riley dagegen schon über zehnmal mindestens in einem Halbfinale eines internationalen Profiturniers, davon erreichte sie zweimal ein Finale, wovon sie eines im Oktober 2015 mit ihrer Partnerin Freya Christie gewinnen konnte.
Wegen Korruptionsvorwürfen wurde Riley im März 2023 vorläufig suspendiert. Im Juni 2023 erhielt sie eine lebenslange Sperre und eine 50.000 Dollar Geldstrafe. Sie wurde wegen 15 Verstößen gegen Spielmanipulationen für schuldig befunden.

## Turniersiege

### Doppel
| Nr. | Datum            | Turnier             | Kategorie   | Belag     | Partnerin      | Finalgegnerinnen               | Ergebnis          |
| --- | ---------------- | ------------------- | ----------- | --------- | -------------- | ------------------------------ | ----------------- |
| 1.  | 11. Oktober 2015 | Scharm asch-Schaich | ITF $10.000 | Hartplatz | Freya Christie | Ola Abou Zekry Ana Veselinović | 7:69, 3:6, [10:8] |